# Therapy Session
Therapy Session è il secondo album in studio del rapper statunitense NF, pubblicato nel 2016.

## Tracce
1. Intro 2 – 3:15
2. Therapy Session – 5:31
3. I Just Wanna Know – 3:46
4. How Could You Leave Us – 5:22
5. Breathe – 4:19
6. Real – 4:23
7. Oh Lord – 3:18
8. I Can Feel It – 3:53
9. Got You on My Mind – 4:01
10. Grindin' (featuring Marty of Social Club) – 4:37
11. Wish You Wouldn't – 4:46
12. Statement – 3:10
13. All I Do – 3:48
14. Lost in the Moment (featuring Jonathan Thulin) – 4:02